# Dumdum (città)
Dumdum (o Dum Dum, la pronuncia Dam Dam corrisponde a quella del nome bengalese দমদম) è una suddivisione dell'India, classificata come municipality, di 101.319 abitanti, situata nel distretto dei 24 Pargana Nord, nello stato federato del Bengala Occidentale. In base al numero di abitanti la città rientra nella classe I (da 100.000 persone in su).

## Geografia fisica
La città è situata a 22° 37' 20 N e 88° 25' 1 E e ha un'altitudine di 10 m s.l.m..

## Società

### Evoluzione demografica
Al censimento del 2001 la popolazione di Dumdum assommava a 101.319 persone, delle quali 52.868 maschi e 48.451 femmine. I bambini di età inferiore o uguale ai sei anni assommavano a 8.086, dei quali 4.095 maschi e 3.991 femmine. Infine, coloro che erano in grado di saper almeno leggere e scrivere erano 82.756, dei quali 44.787 maschi e 37.969 femmine.